# Рум'янцев Леонід Дмитрович
Леонід Дмитрович Рум'янцев (рос. Леонид Дмитриевич Румянцев, нар. 8 березня 1916, Москва — пом. 23 червня 1985, Москва) — радянський футболіст, що грав на позиції нападника.
Насамперед відомий виступами за «Спартак» (Москва) у довоєнний період, у складі якого став найкращим бомбардиром чемпіонату СРСР.

## Ігрова кар'єра
Вихованець команди «Пролетарка» (Москва), за яку виступав протягом 1930—1934 років. 1935 року виступав за молодіжну команду «Спартака» (Москва).
У дорослому футболі дебютував 1936 року виступами за «Спартак» (Москва), кольори якого і захищав протягом усієї своєї кар'єри гравця, що тривала п'ять років. У складі московського «Спартака» був одним з головних бомбардирів команди, маючи середню результативність на рівні 0,33 голу за гру першості. А у сезоні 1937 року він разом з Василем Смирновим та Борисом Пайчадзе став найкращим бомбардиром Чемпіонату СРСР з 8 голами.
Помер 23 червня 1985 року на 70-му році життя у Москві.

## Титули і досягнення
- Чемпіон СРСР: 1936 (осінь), 1938, 1939
- Найкращі бомбардири чемпіонату СРСР: 1937 (8 голів)